# Emil Mayer
Emil Mayer (né le 5 octobre 1871 à Nový Bydžov en Bohême et mort le 8 juin 1938 à Vienne) était un juriste et photographe autrichien.

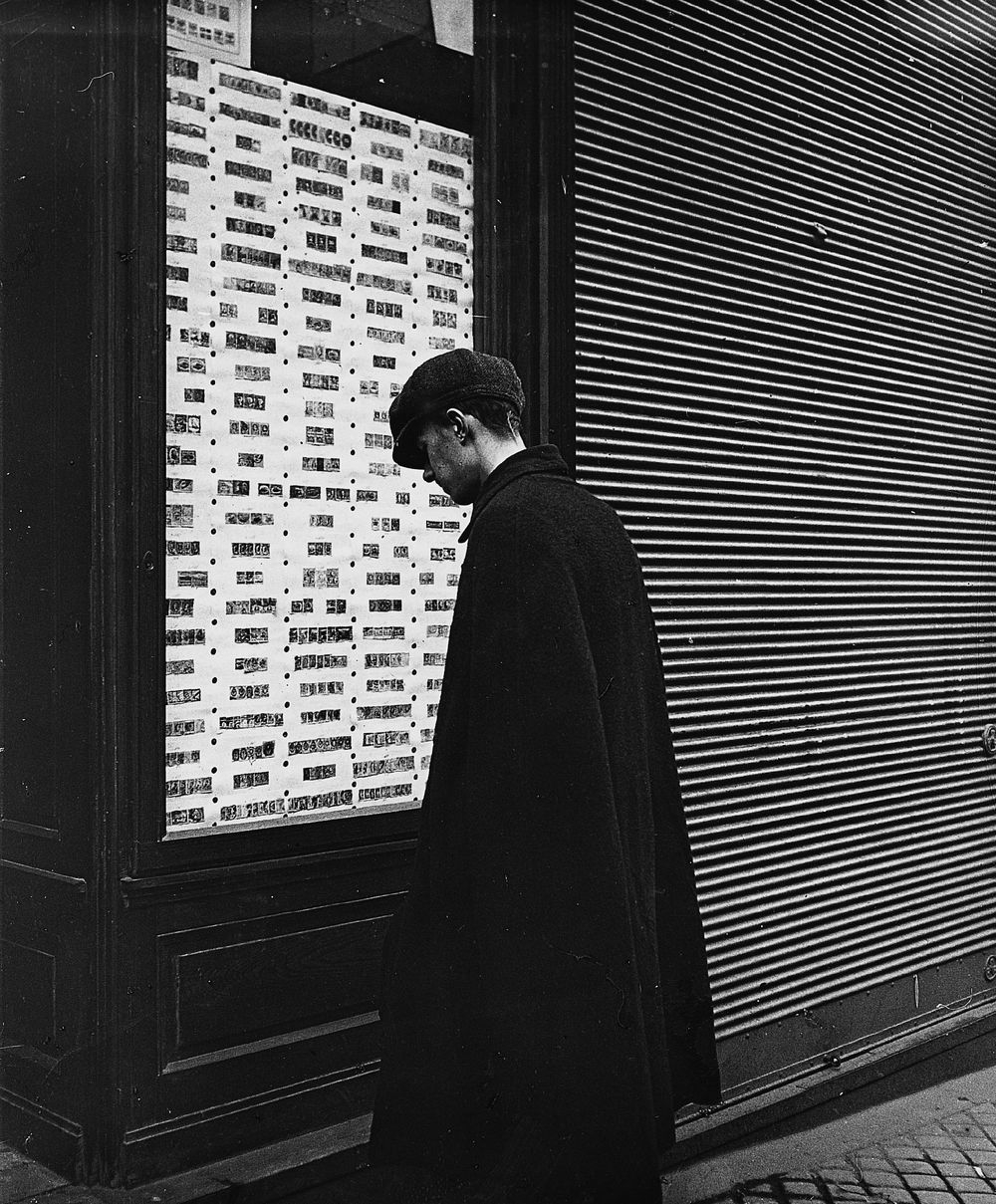
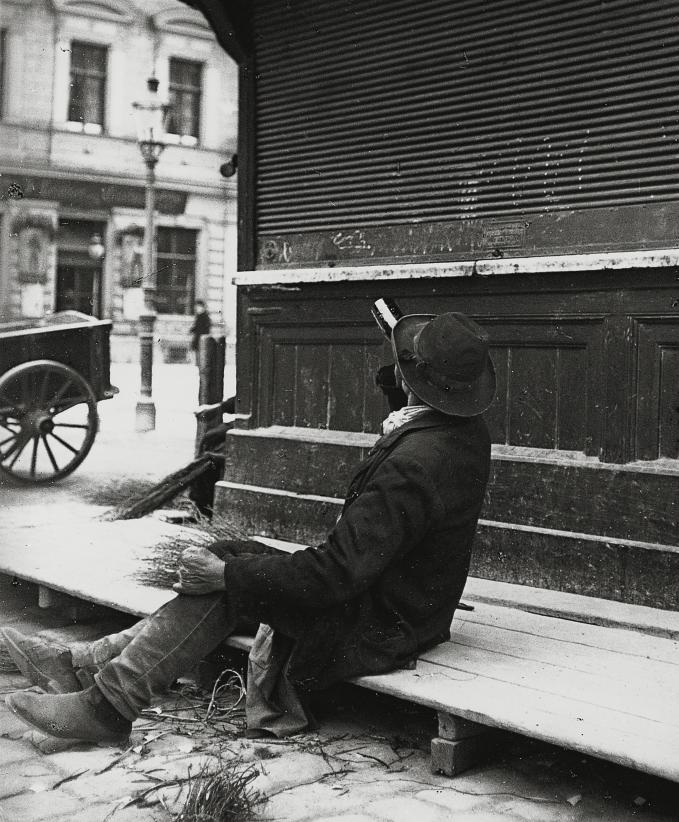
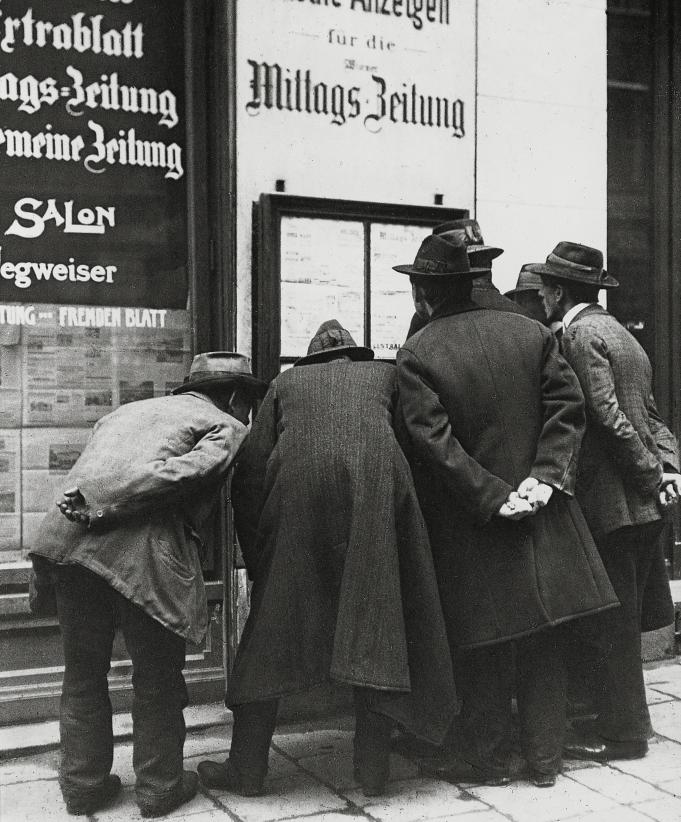
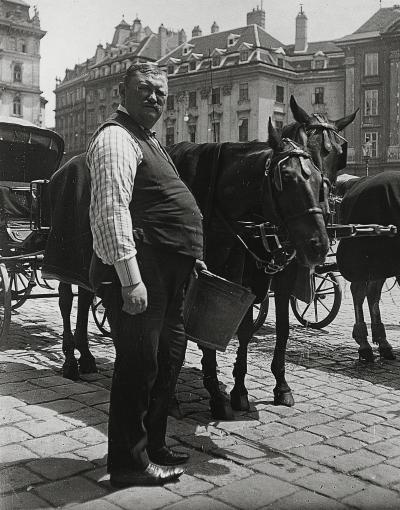
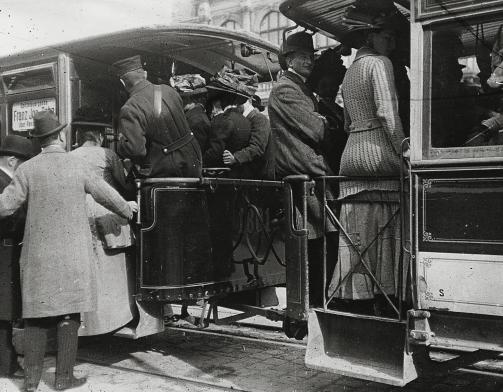